# بيتي غيلبين
بيتي غيلبين (بالإنجليزية: Betty Gilpin)‏ هي ممثلة أمريكية، ولدت في 21 يوليو 1986 بنيويورك في الولايات المتحدة.

## أعمال

### مسلسلات
- ذا غود وايف

## وصلات خارجية
- بيتي غيلبين على موقع IMDb (الإنجليزية)
- بيتي غيلبين على موقع روتن توميتوز (الإنجليزية)
- بيتي غيلبين على موقع ألو سيني (الفرنسية)
- بيتي غيلبين على موقع أول موفي (الإنجليزية)
- بيتي غيلبين على موقع قاعدة بيانات الفيلم (الإنجليزية)
- بيتي غيلبين على موقع كينوبويسك (الروسية)